# 1958 في بلجيكا
فيما يلي قوائم الأحداث التي وقعت خلال عام 1958 في بلجيكا.

## رياضة
- 15 يونيو – جائزة بلجيكا الكبرى 1958 الفائز توني بروكس.

## مواليد

### يناير
- 1 يناير – جوهان أويركس
- 19 يناير – ميشيل دي وولف لاعب كرة قدم بلجيكي.

### مارس
- 23 مارس – اتيان دي وايلد
- 27 مارس – ديدييه دي راديجوز

### أغسطس
- 6 أغسطس – ديدييه رايندرز

### سبتمبر
- 22 سبتمبر – إيدي بلانكايرت درّاج طريق بلجيكي.

### أكتوبر
- 8 أكتوبر – أورسولا فون دير لاين سياسية ألمانية.

### نوفمبر
- 4 نوفمبر – فيليب دوبوا رسام بلجيكي.
- 29 نوفمبر – فيليبي ديسميت لاعب كرة قدم بلجيكي.

### ديسمبر
- 22 ديسمبر – روني مارتنز لاعب كرة قدم بلجيكي.
- 27 ديسمبر – رايموند مومنز لاعب كرة قدم بلجيكي.

## وفيات

### نوفمبر
- 12 نوفمبر – هنري هويفينارس (مواليد 1901) درّاج طريق بلجيكي.